# 経済移民
経済移民（けいざいいみん、英:Economic migrant）は、その移民者自らの地域では不十分なその生活条件または雇用機会を理由に、生活水準を改善するよう求めてひとつの地域から別の地域へ移民する者のこと。経済的移住民（けいざいてきいじゅうみん）とも呼ばれる。国連では移民労働者の用語を用いる。
経済移民の用語はしばしば亡命者または難民と混同される、しかし、経済移民は人種、宗教、もしくは民族に基づく迫害を恐れて離れるのではなく、悪い経済状況によって彼らの国を離れる。経済移民は収容所の適用からは自由である、そしてしたがって、彼らが移民したその国での難民の地位からも。しかしながら彼らは母国での経済的状況が暴力や深刻な社会秩序の乱れを一般化させることなしに難民の地位を受けることを望まない。